# The Qemists
The Qemists – brytyjski zespół drum and bass związany z wytwórnią Ninja Tune. W skład zespołu wchodzą: basista Dan Arnold, perkusista Leon Harris oraz gitarzysta Liam Black.

## Historia zespołu
The Qemists zaczynali jako kapela rockowa, około roku 1990. Zainteresowani rozwijającą się wtedy w Wielkiej Brytanii muzyką drum and bass, zaczęli łączyć ją z brzmieniami rockowymi. Przez długi czas nie wysyłali swoich utworów do wytwórni. Dopiero w 2004 roku wydali dwa pierwsze single (Summer Son i React) w Mastermind Records.
Ich kariera nabrała rozpędu po debiutanckim remiksie utworu duetu Coldcut – Everything Is Under Control, który był zarazem ich pierwszym nagraniem wydanym w wytwórni Ninja Tune. Po sukcesie tego remiksu, wielu artystów zwróciło się z propozycjami współpracy, m.in. Dr. Octagon czy Roots Manuva. Z kolei Basement Jaxx, Kano i Lady Sovereign poprosili The Qemists o szlify producenckie swoich utworów.
W 2008 roku wydali swój debiutancki album – Join the Q. Płyta jest idealnym przykładem na to, jak The Qemists łączą w swej twórczości rock i brzmienia elektroniczne, z przewagą drum and bassu. Drugi album, Spirit in the System został wydany w roku 2010, nie został już jednak tak dobrze odebrany jak pierwszy. W 2010 i 2011 roku wystąpili w Płocku na festiwalu Audioriver, a w 2012 roku na Przystanku Woodstock w Kostrzynie nad Odrą.
W maju 2012 roku oznajmili, że pracują nad swoim trzecim albumem studyjnym, a w roku 2013 udostępnili na swoim profilu na SoundCloud za darmo utwór „Change the Way I Feel”. Album oficjalnie został zapowiedziany na rok 2014, a promować go będzie utwór „No More”.

## Styl muzyczny
Poprzez to, że The Qemists łączą w swojej twórczości brzmienia rockowe oraz drum and bass, są często porównywani z zespołami Pendulum i The Prodigy.

## Dyskografia
Albumy studyjne
- Join the Q (2009, Ninja Tune)
- Q Jump!!! (EP) (2009, Ninja Tune)
- Spirit in the System (2010, Ninja Tune)
- Warrior Sound (2016) (2016, Amazing Record Co)

Mixtape
- Soundsystem – (2011, Ninja Tune)

Single
- „Summer Son” (Winyl 12") – (2004, Mastermind)
- „React” (Winyl 12") – (2004, Mastermind)
- „Iron Shirt” / „Let There Be Light” – (2006, Ninja Tune)
- „Drop Audio” (feat. ID) – (2007, Ninja Tune)
- „Stompbox” – (2007, Ninja Tune)
- „Lost Weekend” (feat. Mike Patton) – (2008, Ninja Tune)
- „On the Run” (feat. Jenna G) – (2009, Ninja Tune)
- „S.W.A.G.” (feat. Devlin Love) – (2009, Ninja Tune)
- „Dem Na Like Me” (feat. Wiley) – (2009, Ninja Tune)
- „Hurt Less” (feat. Jenna G) – (2010, Ninja Tune)
- „Your Revolution” (feat. Matt Rose) – (2010, Ninja Tune)
- „No More” – (2013)[12]

Remiksy
- Backini – „Radio” – (2003, Lumenessence)
- Coldcut – „Everything is Under Control” – (2005, Ninja Tune)
- Dr. Octagon – „Trees” – (2005, Buttercuts)
- Coldcut – „True Skool” – (2006, Ninja Tune)
- Roots Manuva – „Swords in the Dirt” (feat. Rodney P) – (2007, Ninja Tune)
- DJ Kentaro – „Rainy Day” – (2007, Ninja Tune)
- Coldcut – „Atomic Moog” – (2008, Ninja Tune)
- Innerpartysystem – „Die Tonight Live Forever” – (2008, Island)
- The Count & Sinden – „Beeper” (feat. Kid Sister) – (2008, Domino)
- Enter Shikari – „No Sleep Tonight” – (2009, Ambush Reality)
- Steve Aoki – „I’m in the House” – (2009, Data)
- DJ Kentaro – „Trust” – (2010, Ninja Tune)
- BYOB – „Best Shoes” – (2010)
- South Central – „The Day I Die” – (2011, Egregore Music)
- Amon Tobin – „El Cargo” – (2011, Ninja Tune)
- Amon Tobin – „Displaced” – (2011, Ninja Tune)

Pozostałe
- „Renegade” (feat. Maxsta) – (2010, Ninja Tune)

## Koncerty

### Polska
- 2011-07-30 : Płock, Audioriver
- 2012-08-02 : Kostrzyn, Woodstock

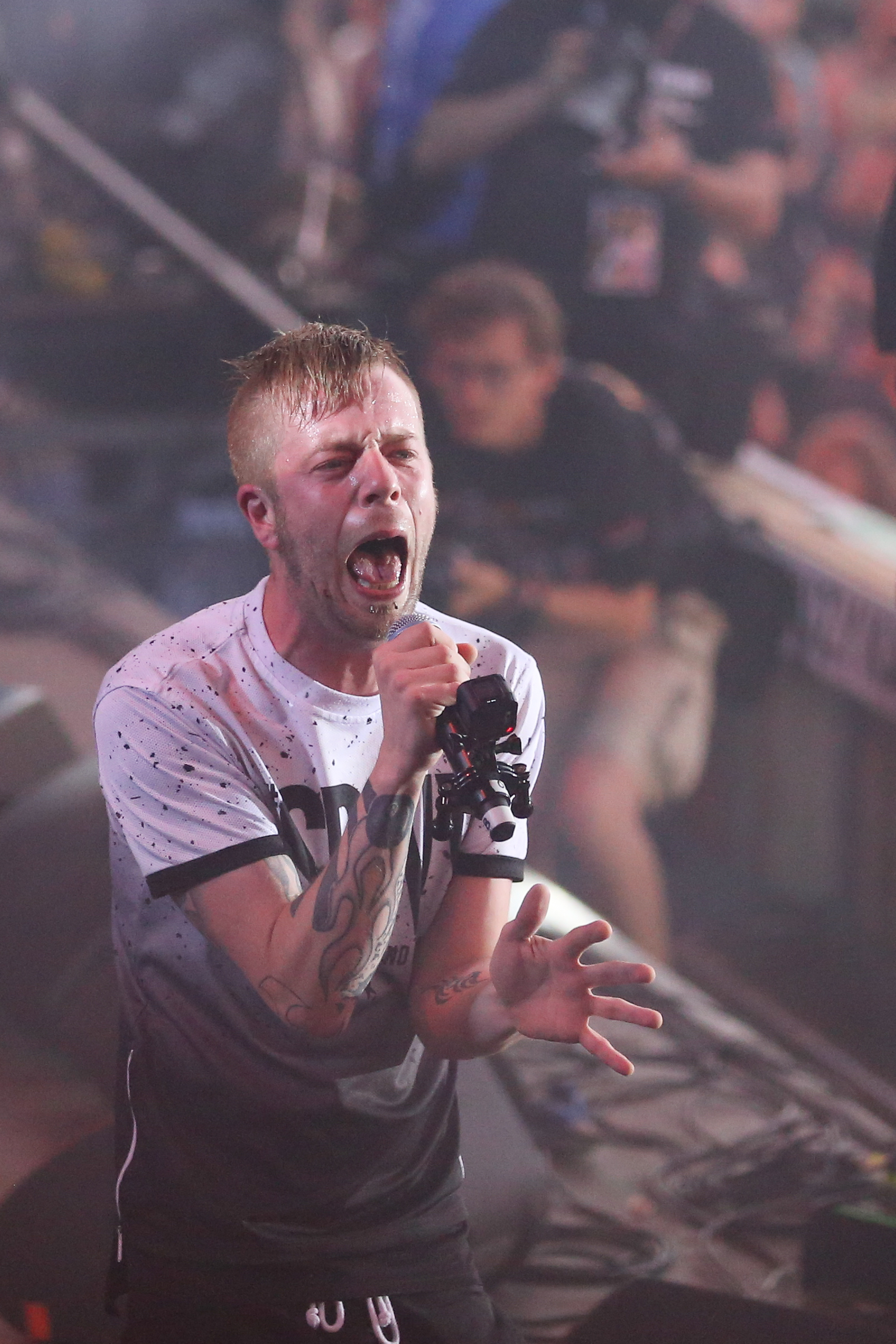
Przystanek Woodstock 2017

- 2012-10-06 : Poznań, The Wildest Night Party
- 2015-05-30 : Warszawa, Ursynalia 2015
- 2017-08-05 : Kostrzyn, Woodstock